# Вихопницький Роман Ярославович
Рома́н Яросла́вович Вихопни́цький (нар. 1976, Новодністровськ, УРСР — пом. 13 березня 2022, Україна) — український військовик, солдат Збройних Сил України. Загинув під час російсько-української війни (2022). Кавалер ордена «За мужність» III ступеня (2022).

## Життєпис
Роман Вихопницький народився 1976 року в Новодністровську, що на Буковині. У серпні 2020 був призваний на військову службу в Закарпатській області. Обіймав посаду навідника гірсько-штурмової роти.
Брав участь у бойових діяв під час російського вторгнення до України. Загинув 13 березня 2022 року. Нагороджений Орденом «За мужність» III ступеня (посмертно).

## Відзнаки та нагороди
- Орден «За мужність» III ступеня (26 березня 2022, посмертно) — за особисту мужність і самовіддані дії, виявлені у захисті державного суверенітету та територіальної цілісності України, вірність військовій присязі[2]